# Cmentarz prawosławny w Śniatyczach
Cmentarz prawosławny w Śniatyczach – prawosławna nekropolia w Śniatyczach, założona po 1875 i użytkowana do II wojny światowej. Położona poza zabudową wsi, przy drodze do Kadłubisk.

## Historia i opis
Cmentarz prawosławny został założony po likwidacji unickiej diecezji chełmskiej i przemianowaniu parafii unickiej w Śniatyczach na prawosławną. Stanowił kontynuację cmentarza grzebalnego przy miejscowej cerkwi, który odtąd przeznaczony był wyłącznie dla pochówków osób szczególnie zasłużonych dla miejscowej parafii. Był użytkowany do II wojny światowej.
Na początku lat 90. XX wieku teren cmentarza zarośnięty był krzewami bzu i tarniny oraz samosiewami robinii, przetrwało na nim kilka zniszczonych nagrobków z cerkiewnosłowiańskimi inskrypcjami, w formie krzyży na postumentach, jak również kilka krzyży drewnianych. Cmentarz po II wojnie światowej był własnością parafii rzymskokatolickiej. W 2008 na prośbę prawosławnego arcybiskupa lubelskiego i chełmskiego Abla katolicka diecezja zamojsko-lubaczowska przekazała nekropolię parafii prawosławnej w Zamościu. Zdewastowana nekropolia została odnowiona w latach 2008–2009. W tym czasie została ogrodzona, a z ocalałych pomników nagrobnych urządzono lapidarium. W jego centralnej części ustawiono drewniany krzyż, który 29 lipca 2009 poświęcił metropolita warszawski i całej Polski Sawa w asyście arcybiskupa Abla i czterech innych duchownych. Metropolita Sawa urodził się w Śniatyczach, a na cmentarzu pochowani są jego przodkowie, w tym ojciec – Włodzimierz Hrycuniak.